# Chucena
Chucena ist eine spanische Stadt in der Provinz Huelva in der Autonomen Gemeinschaft Andalusien. 2024 hatte die Gemeinde 2.238 Einwohner. Sie befindet sich in der Comarca El Condado.

## Geografie
Die Gemeinde grenzt an die Gemeinden Carrión de los Céspedes, Castilleja del Campo, Escacena del Campo, Hinojos, Huévar del Aljarafe, Manzanilla, Pilas und Villalba del Alcor.

## Geschichte
Der Ort entstand im 13. Jahrhundert aus der Umsiedlung der Einwohner des Ortes Alcalá de la Alameda.

## Sehenswürdigkeiten
- Kirche Nuestra Señora de la Estrella